# آرمان سربراکیان
آرمان سربراکیان (ارمنی: Արման Սերեբրակյան; انگلیسی: Arman Serebrakian؛ زادهٔ ۹ آوریل ۱۹۸۷ در والهو، کالیفرنیا) اسکی‌باز در رشته آلپاین زاده ایالات متحده اهل ارمنستان است که در اسکی مارپیچ بزرگ و اسکی مارپیچ کوچک بازی‌های المپیک زمستانی ۲۰۱۴ به رقابت پرداخت. به مقام ۴۶ام و ۳۴ام دست یافت. وی پرچم‌دار کاروان ورزشی ارمنستان در مراسم پایانی بازی‌های المپیک زمستانی ۲۰۱۴، سوچی بود. خواهر وی آنی-ماتیلدا سربراکیان نیز کاروان ورزشی ۲۰۱۰ در بازی‌های المپیک زمستانی ۲۰۱۰، ونکوور حضور داشت.